# Anacamptodes profanata
Anacamptodes profanata là một loài bướm đêm trong họ Geometridae.